# Nerdva
La Nerdva (in russo  Нердва?) è un fiume della Russia europea orientale, affluente di sinistra dell'Obva (bacino idrografico del Volga). Scorre nel Territorio di Perm', nei rajon Kudymkarskij e Karagajskij.

## Descrizione
Il fiume è formato dalla confluenza di due piccoli fiumi: Bol'šaja Nerdva e Malaja Nerdva. La sorgente si trova in una foresta nella parte meridionale del distretto Kudymkarskij, 7 km a nord-ovest del villaggio di Leninsk, sullo spartiacque dei bacini dell'Obva e dell'In'va. La direzione generale del flusso del fiume nel corso superiore e medio è sud-est ed est, nel corso inferiore dopo la confluenza dello Jurič gira a sud. Il canale è estremamente tortuoso, il fiume forma numerose anse e cambia spesso direzione. Ha una lunghezza di 115 km, il suo bacino è di 1060 km². La larghezza del fiume nel corso medio è di 15-20 metri, nel corso inferiore arriva a 30 metri. Sfocia nell'Obva a 20 km dalla foce nel bacino della Kama.